# División de Honor femenina de balonmano 2024-25
La División de Honor femenina de balonmano 2024-25, denominada por motivos de patrocinio Liga Guerreras Iberdrola, es la 68.ª edición de la competición de liga de la máxima categoría femenina del balonmano en España. 

## Sistema de competición
Como se aprobó en la Asamblea de la Real Federación Española de Balonmano, a diferencia de la temporada anterior, esta temporada contará con 14 equiposy dio comienzo el 31 de agosto de 2024. Tras la fase regular, en la que el Mecalia Atlético Guardés se proclamó campeón a falta de 4 jornadas, se disputará unas eliminatorias por el título y otras para evitar el descenso.

#### Liga regular
Los 14 participantes juegan una liga con formato tradicional, a doble partido, dos puntos por victoria, 1 por empate y 0 por partido perdido para conformar una tabla con el orden clasificatorio.
El último clasificado descenderá automáticamente.

#### Eliminatoria por el título
- lo jugarán los 8 primeros clasificados de la temporada regular. Tienen asegurada la posición a fecha de actualización el Costa del Sol Málaga, Super Amara Bera Bera, Mecalia Atl. Guardés, KH-7 BM Granollers, atticgo Balonmano Elche, Rocasa Gran Canaria, Conservas Orbe Rubensa BM Porriño,
- Se dividirán en cuartos de final, semifinales y final en una eliminatoria a ida y vuelta, donde el equipo que pase a la siguiente ronda será el que tenga mejor diferencia de goles.
- En caso de empate en la eliminatoria, se resuelve con una prórroga y tanda de siete metros al término del segundo encuentro.
- Los enfrentamientos de cuartos de final serán con base en la clasificación: así el primer clasificado se enfrentará al octavo (P1), el segundo clasificado al séptimo (P2), el tercer clasificado con el sexto (P3) y el cuarto con el quinto clasificado (P4). Los partidos tendrán el partido de ida en el campo del peor clasificado en la liga regular.
- La primera semifinal la juegan P1 contra P4 y la segunda semifinal P2 contra P3, con el factor cancha favorable al mejor clasificado en liga regular.
- La final se jugará al mejor de tres, donde el primer partido será en el campo del peor clasificado, el segundo en el campo del mejor clasificado y, en caso de que fuera necesario disputar un tercer partido sería en la cancha del equipo mejor clasificado.
- Los equipos eliminados en semifinales se enfrentarán en una eliminatoria para decidir el tercer y el cuarto puesto.
- Los equipos eliminados en cuartos se enfrentarán en dos eliminatorias para decidir los puestos del quinto al octavo.

#### Grupo por el descenso
- lo jugarán los equipos clasificados entre el puesto 10.º al 13.º
- Se juega bajo el sistema de liga a doble vuelta, en seis jornadas en total.
- Se arrastran los resultados de los partidos jugados entre sí.
- Descenderá el último clasificado del grupo por el descenso

## Equipos
| Equipo                           | Localidad     | Estadio                                   |
| -------------------------------- | ------------- | ----------------------------------------- |
| Costa del Sol Málaga             | Málaga        | Pabellón José Luis Pérez Canca            |
| Super Amara Bera Bera            | San Sebastián | Polideportivo Municipal Bidebieta         |
| Caja Rural Aula Valladolid       | Valladolid    | Polideportivo Huerta del Rey              |
| Mecalia Atl. Guardés             | La Guardia    | Pabellón municipal de A Sangriña          |
| KH-7 BM Granollers               | Granollers    | Palacio de Deportes de Granollers         |
| atticgo Balonmano Elche          | Elche         | Pabellón Municipal Esperanza Lag          |
| Rocasa Gran Canaria              | Telde         | Pabellón Insular Antonio Moreno           |
| motivemarket.com Gijón           | Gijón         | Pabellón de Deportes La Arena             |
| Conservas Orbe Zendal Bm Porriño | Porriño       | Pabellón Municipal de Porriño             |
| Replasa Beti-Onak                | Villava       | Polideportivo Municipal Hermanos Induráin |
| Elda Prestigio                   | Elda          | Pabellón Ciudad de Elda                   |
| Balonmano Morvedre               | Sagunto       | Pabellón René Marigil                     |
| Grafometal La Rioja              | Logroño       | Palacio de los Deportes de La Rioja       |
| Zuazo femenino                   | Baracaldo     | Polideportivo Lasesarre                   |

## Clasificación

### Liga regular
| | Equipo                           | Puntos | J  | G  | E | P  | GF  | GC  | DG   |
| --- | -------------------------------- | ------ | -- | -- | - | -- | --- | --- | ---- |
| 1 | Mecalia Atl. Guardés             | 44     | 26 | 22 | 0 | 4  | 671 | 567 | 104  |
| 2 | Costa del Sol Málaga             | 42     | 26 | 20 | 2 | 4  | 693 | 571 | 122  |
| 3 | Super Amara Bera Bera            | 40     | 26 | 19 | 2 | 5  | 758 | 642 | 116  |
| 4 | Conservas Orbe Zendal BM Porriño | 35     | 26 | 16 | 3 | 7  | 649 | 605 | 44   |
| 5 | atticgo Balonmano Elche          | 33     | 26 | 15 | 3 | 8  | 603 | 565 | 38   |
| 6 | KH-7 BM Granollers               | 32     | 26 | 14 | 4 | 8  | 712 | 656 | 56   |
| 7 | Rocasa Gran Canaria              | 30     | 26 | 12 | 6 | 8  | 610 | 573 | 37   |
| 8 | Caja Rural Aula Valladolid       | 24     | 26 | 11 | 2 | 13 | 676 | 706 | -30  |
| 9 | Replasa Beti-Onak                | 20     | 26 | 9  | 2 | 15 | 618 | 634 | -16  |
| 10 | Elda Prestigio                   | 19     | 26 | 8  | 3 | 15 | 652 | 693 | -41  |
| 11 | Grafometal La Rioja              | 14     | 26 | 6  | 2 | 18 | 556 | 613 | -57  |
| 12 | Balonmano Morvedre               | 12     | 26 | 5  | 2 | 19 | 616 | 724 | -108 |
| 13 | motivemarket.com Gijón           | 11     | 26 | 4  | 3 | 19 | 511 | 647 | -136 |
| 14 | Zuazo femenino                   | 8      | 26 | 4  | 0 | 22 | 594 | 723 | -129 |
| Fuente: Federación Española de Balonmano: Clasificación de la División de Honor Femenina; actualización automática |                                  |        |    |    |   |    |     |     |      |

Tras la liga regular, el Mecalia Atlético Guardés se proclamó campeón de liga regular, lo que le otorgaba plaza para la Liga Europea de la EHF.

### Fase final

#### Eliminatorias por el título
Tras el cuadro final, el Super amara Bera Bera se impuso en todos sus partidos eliminatorios y se llevó el título de campeón de la División de Honor Élite 2024/25 y la segunda plaza para la Liga Europea de la temporada 2025/26. Su victoria permitió que el Replasa Beti-Onak consiguiera, como finalista de la Copa de la Reina de esa temporada, el acceso a la EHF European Cup junto al segundo clasificado de la liga regular, el Costa del Sol Málaga.
|  | Cuartos de final | Cuartos de final                  | Cuartos de final | Cuartos de final        | Cuartos de final |    |    | Semifinales              | Semifinales | Semifinales | Semifinales | Semifinales |  |   | Final                   | Final | Final | Final | Final |  |
|  |                  |                                   |                  |                         |                  |    |    |                          |             |             |             |             |  |   |                         |       |       |       |       |  |
|  |                  |                                   |                  |                         |                  |    |    |                          |             |             |             |             |  |   |                         |       |       |       |       |  |
|  | 1                | Mecalia Atlético Guardés          | 28               | 24                      | 52               |    |    |                          |             |             |             |             |  |   |                         |       |       |       |       |  |
|  | 1                | Mecalia Atlético Guardés          | 28               | 24                      | 52               |    |    |                          |             |             |             |             |  |   |                         |       |       |       |       |  |
|  | 8                | Caja Rural Aula Valladolid        | 34               | 18                      | 52               |    |    |                          |             |             |             |             |  |   |                         |       |       |       |       |  |
|  | 8                | Caja Rural Aula Valladolid        | 34               | 18                      | 52               |    | 1  | Mecalia Atlético Guardés | 22          | 23          | 45          |             |  |   |                         |       |       |       |       |  |
|  |                  |                                   |                  |                         |                  |    | 1  | Mecalia Atlético Guardés | 22          | 23          | 45          |             |  |   |                         |       |       |       |       |  |
|  |                  |                                   | 4                | Atticgo Balonmano Elche | 26               | 20 | 46 |                          |             |             |             |             |  |   |                         |       |       |       |       |  |
|  | 4                | Atticgo Balonmano Elche           | 4                | Atticgo Balonmano Elche | 26               | 20 | 46 | 32                       | 30          | 62          |             |             |  |   |                         |       |       |       |       |  |
|  | 4                | Atticgo Balonmano Elche           |                  |                         |                  |    |    |                          |             | 62          |             |             |  |   |                         |       |       |       |       |  |
|  | 5                | Conservas Orbe Rubensa BM Porriño | 21               | 19                      | 40               |    |    |                          |             |             |             |             |  |   |                         |       |       |       |       |  |
|  | 5                | Conservas Orbe Rubensa BM Porriño | 21               | 19                      | 40               |    |    |                          |             |             |             |             |  | 4 | Atticgo Balonmano Elche | 19    | 24    |       |       |  |
|  |                  |                                   |                  |                         |                  |    |    |                          |             |             |             |             |  | 4 | Atticgo Balonmano Elche | 19    | 24    |       |       |  |
|  |                  |                                   | 3                | Super Amara Bera Bera   | 28               | 26 |    |                          |             |             |             |             |  |   |                         |       |       |       |       |  |
|  | 2                | Costa del Sol Málaga              | 3                | Super Amara Bera Bera   | 28               | 26 | 20 | 21                       | 41          |             |             |             |  |   |                         |       |       |       |       |  |
|  | 2                | Costa del Sol Málaga              |                  |                         |                  |    |    |                          |             |             |             |             |  |   |                         |       |       |       |       |  |
|  | 7                | Rocasa Gran Canaria               | 21               | 15                      | 36               |    |    |                          |             |             |             |             |  |   |                         |       |       |       |       |  |
|  | 7                | Rocasa Gran Canaria               | 21               | 15                      | 36               |    | 2  | Costa del Sol Málaga     | 24          | 20          | 44          |             |  |   |                         |       |       |       |       |  |
|  |                  |                                   |                  |                         |                  |    | 2  | Costa del Sol Málaga     | 24          | 20          | 44          |             |  |   |                         |       |       |       |       |  |
|  |                  |                                   | 3                | Super Amara Bera Bera   | 27               | 24 | 51 |                          |             |             |             |             |  |   |                         |       |       |       |       |  |
|  | 3                | Super Amara Bera Bera             | 3                | Super Amara Bera Bera   | 27               | 24 | 51 | 34                       | 33          | 67          |             |             |  |   |                         |       |       |       |       |  |
|  | 3                | Super Amara Bera Bera             |                  |                         |                  |    |    |                          |             | 67          |             |             |  |   |                         |       |       |       |       |  |
|  | 6                | KH-7 BM. Granollers               | 30               | 33                      | 63               |    |    |                          |             |             |             |             |  |   |                         |       |       |       |       |  |
|  | 6                | KH-7 BM. Granollers               | 30               | 33                      | 63               |    |    |                          |             |             |             |             |  |   |                         |       |       |       |       |  |
|  |                  |                                   |                  |                         |                  |    |    |                          |             |             |             |             |  |   |                         |       |       |       |       |  |

#### Eliminatorias por el descenso
Se arrastran los resultados y los puntos obtenidos en la liga regular.
|    | Equipo                 | Puntos | J  | G | E | P | GF  | GC  | DG  |
| -- | ---------------------- | ------ | -- | - | - | - | --- | --- | --- |
| 10 | Elda Prestigio         | 13     | 11 | 6 | 1 | 4 | 269 | 242 | 27  |
| 11 | Grafometal La Rioja    | 12     | 11 | 5 | 2 | 4 | 233 | 230 | 3   |
| 12 | Balonmano Morvedre     | 11     | 11 | 3 | 5 | 3 | 252 | 262 | -10 |
| 13 | motivemarket.com Gijón | 8      | 11 | 3 | 2 | 6 | 227 | 247 | -20 |

## Guerrera de la Jornada
Durante el presente año se reparten premios en cada una de las jornadas, dónde se galardona a la mejor jugadora de todos los partidos.
| J  | Jugadora               | Posición   | Equipo                        |
| -- | ---------------------- | ---------- | ----------------------------- |
| 1  | Lorena Pérez           | Extremo    | Grafometal La Rioja           |
| 2  | Patri Encinas          | Guardameta | Replasa Beti-Onak             |
| 3  | Eszter Ogonovszky      | Lateral    | Super Amara Bera Bera         |
| 4  | Mina Novovic           | Lateral    | Grafometal La Rioja           |
| 5  | Olaia Luzuriaga        | Guardameta | Replasa Beti-Onak             |
| 6  | Estela Doiro           | Lateral    | Costa del Sol Málaga          |
| 8  | Viktoria Zsembery      | Lateral    | Balonmano Morvedre            |
| 9  | Marta Mera             | Guardameta | KH-7 Bm. Granollers           |
| 10 | Cecilia Cacheda        | Central    | Mecalia Atl. Guardés          |
| 11 | María Prieto O’Mullony | Lateral    | Caja Rural Aula Valladolid    |
| 12 | Geandra Rodrigues      | Guardameta | Grafometal La Rioja           |
| 13 | Cecilia Cacheda        | Central    | Mecalia Atl. Guardés          |
| 14 | Belén Rodríguez        | Central    | KH-7 Bm. Granollers           |
| 15 | Marta Mera             | Guardameta | KH-7 Bm. Granollers           |
| 16 | Lulu Guerra            | Guardameta | Rocasa Gran Canaria           |
| 17 | Elena Amores           | Extremo    | Mecalia Atl. Guardés          |
| 18 | Mica Casasola          | Central    | Conservas ORBE Zendal Porriño |
| 19 | Maialen Orbañanos      | Lateral    | Zuazo femenino                |
| 20 | Nicole Morales         | Guardameta | Atticgo Balonmano Elche       |
| 21 | Nicole Morales         | Guardameta | Atticgo Balonmano Elche       |
| 22 | Miriam Sempere         | Guardameta | Mecalia Atl. Guardés          |
| 23 | Olaia Luzuriaga        | Guardameta | Replasa Beti-Onak             |
| 24 | Beatriz Escribano      | Central    | Elda Prestigio                |
| 25 | Geandra Rodrigues      | Guardameta | Grafometal La Rioja           |
| 26 | Olaia Luzuriaga        | Guardameta | Replasa Beti-Onak             |

## Goleadoras
Se contabilizan únicamente los goles durante la liga regular.
| Goles | Jugadora               | Equipo                     |
| ----- | ---------------------- | -------------------------- |
| 177   | Martina Capdevila      | KH-7 Bm. Granollers        |
| 140   | María Prieto O'Mullony | Caja Rural Aula Valladolid |
| 118   | Agda Rafaela           | Elda Prestigio             |

## Equipo de la temporada y jugadora más valiosa
Esther Arrojería, jugadora del Super Amara Bera Bera, fue proclamada MVP tras imponerse en las votaciones a Martina Capdevila del KH-7 Granollers.
| Puesto            | Jugadora          | Club                     | Finalista              |
| ----------------- | ----------------- | ------------------------ | ---------------------- |
| MVP               | Esther Arrojería  | Super Amara Bera Bera    | Martina Capdevila      |
| Guardameta        | Lucía Prades      | Super Amara Bera Bera    | Miriam Sempere         |
| Central           | Martina Capdevila | KH-7 Bm Granollers       | Elba Álvarez           |
| Lateral derecho   | Estitxu Rodríguez | Replasa Beti Onak        | María Prieto O'Mullony |
| Lateral izquierdo | Ester Somaza      | KH-7 Bm Granollers       | Kelly Rosa             |
| Extremo derecho   | Anne Erauskin     | Super Amara Bera Bera    | Maitane Etxeberría     |
| Extremo izquierdo | Elena Amores      | Mecalia Atlético Guardés | Lisa Oppedal           |
| Pivote            | Lyndie Tchaptchet | Super Amara Bera Bera    | María Palomo           |
| Entrenador        | Imanol Álvarez    | Super Amara Bera Bera    | Ana Seabra             |
| Defensora         | Lyndie Tchaptchet | Super Amara Bera Bera    | Estitxu Berasategi     |
| Joven promesa     | Belén Rodríguez   | KH-7 Bm Granollers       | Maialen Orbañanos      |

## Puestos para las competiciones europeas
| Equipo                | Competición            | Motivo                                 | Pos. |
| --------------------- | ---------------------- | -------------------------------------- | ---- |
| Mecalia Atl. Guardés  | Liga Europea de la EHF | Campeón de la liga regular             | 1º   |
| Super Amara Bera Bera | Liga Europea de la EHF | Campeón de liga                        | 2º   |
| Costa del Sol Málaga  | EHF European Cup       | Segundo clasificado de la liga regular | 1º   |
| Replasa Beti-Onak     | EHF European Cup       | Finalista de Copa de la Reina          | 2º   |